# NGC 3337
NGC 3337 é uma galáxia espiral (S) localizada na direcção da constelação de Sextans. Possui uma declinação de +04° 59' 20" e uma ascensão recta de 10 horas, 41 minutos e 47,5 segundos.
A galáxia NGC 3337 foi descoberta em 22 de Março de 1865 por Albert Marth.